# Association formosane pour les affaires publiques
L'Association formosane pour les affaires publiques (AFAP Europe) est une organisation qui fait la promotion de la souveraineté et des droits de Taïwan en Europe et dans le Monde. L'AFAP Europe défend les droits nationaux de Taïwan, comme le droit à l'autodétermination, le droit à la démocratie, et le droit à la représentation taïwanaise au sein de la communauté internationale.

## Mission
- rallier le soutien international au droit du peuple taïwanais de choisir l'avenir de Taïwan.
- protéger la souveraineté et les droits démocratiques de Taïwan en faisant la promotion de la paix et de la sécurité de Taïwan.
- promouvoir le statut international de Taïwan en favorisant son entière participation au sein de la communauté internationale.